# Weldon Heyburn
Weldon Heyburn (* 19. September 1903 in Washington, D.C.; † 18. Mai 1951 in Los Angeles) war ein US-amerikanischer Schauspieler.

## Leben
Heyburn studierte Rechtswissenschaften, ging aber bald Mitte der 1920er Jahre mit Tourneetheatern auf Reisen. Er erhielt bei der Fox Film Corporation im Jahr 1931 einen Vertrag als Schauspieler. 1932 spielte er eine Hauptrolle in The Silent Witness mit Greta Nissen – es sollte eine seiner ganz wenigen bleiben. Er heiratete Nissen, die Ehe hielt jedoch nur zwei Jahre und noch einen Film als Paar, den nieder budgetierten Hired wife. In seiner weiteren Karriere spielte Heyburn als vertragsungebundener Schauspieler in nahezu siebzig Filmen, meist in kleinen und kleinsten Rollen, darunter auch ungefähr zwanzig B-Western. 1942 schrieb er sich bei der Armee ein; ab 1946 war er – aufgrund von Krankheiten – immer seltener im Filmen zu sehen.
Heyburn starb an einem Krebsleiden nach fast einjährigem Krankenhausaufenthalt im Alter von 47 Jahren. Insgesamt war er drei Mal verheiratet.

## Filmografie (Auswahl)
- 1930: Compliments of the Season (Kurzfilm)
- 1931: Die letzte Parade (The Last Parade)
- 1932: Call Her Savage
- 1937: Jeder Tag ein Feiertag (Every Day’s a Holiday)
- 1938: Schule des Verbrechens (Crime School)
- 1940: Die scharlachroten Reiter (North West Mounted Police)
- 1941: Dem Schicksal vorgegriffen ( Flight from Destiny)
- 1941: Sein letztes Kommando (They Died with Their Boots On)
- 1944: Das Korsarenschiff (The Princess and the Pirate)
- 1944: Here Come the Waves
- 1945: Incendiary Blonde
- 1948: Der Superspion (A Southern Yankee)
- 1949: Samson und Delilah
- 1949: Der Agent aus der Hölle (Alias Nick Beal)
- 1950: Im Solde des Satans (The Damned Don’t Cry)
- 1950: Mordsache: Liebe (Perfect Strangers)
- 1950: Juwelenraub  um Mitternacht (The Great Jewel Robber)